# Course en ligne féminine de cyclisme sur route aux Jeux olympiques d'été de 2020
Navigation
Rio 2016 Paris 2024
La course en ligne féminine de cyclisme sur route, épreuve de cyclisme des Jeux olympiques d'été de 2020, a lieu le 25 juillet 2021 à Tokyo sur 137 kilomètres. Le départ se déroule au Musashinonomori Park et l'arrivée est située au Fuji Speedway.

## Présentation

### Parcours
Les parcours des courses sur route hommes et femmes sont dévoilés en août 2018. Les courses commencent dans le Musashinonomori Park à Chōfu, dans l'ouest de Tokyo avec une arrivée sur le circuit Fuji Speedway dans la préfecture de Shizuoka. La course sur route féminine est longue de 137 kilomètres avec un dénivelé total de 2692 mètres. 
La première partie des courses hommes et femmes est identique. Le parcours traverse d'abord la périphérie essentiellement plate de la zone métropolitaine de Tokyo. Après 80 kilomètres, le peloton franchit une longue montée sur Doushi Road avec un dénivelé total de 1000 mètres. Après avoir atteint le lac Yamanaka à Yamanashi et traversé le col de Kagosaka, le tracé emprunte une descente rapide de 15 kilomètres. À partir de là, les parcours sont différents pour les hommes et les femmes. Les femmes se dirigent directement sur le Fuji Speedway pour l'arrivée.

### Qualification
Un Comité National Olympique (CNO) peut qualifier un maximum de 4 cyclistes pour la course en ligne féminine. Tous les quotas sont attribués au CNO, qui peut sélectionner les cyclistes qu'il souhaite. 
Il y a un total de 67 places de quota disponibles pour la course. Parmi celles-ci, 62 sont attribuées par le biais du classement mondial UCI par nations. Ce classement comprend les courses hommes élite et moins de 23 ans pour la saison 2019 (22 octobre 2018 au 22 octobre 2019). Les cinq premières nations reçoivent le maximum de 4 quotas, à savoir les Pays-Bas, l'Italie, l'Allemagne, les États-Unis et l'Australie. Les nations classées 6e à 13e ont 3 quotas, les 14e à 22e bénéficient de 2 places. 
Une règle spéciale offre la possibilité aux coureuses classées dans le top 100 mais dont la nation n'était pas dans le top 22 de se qualifier. Il y a 17 coureuses dans cette situation, ce qui a réduit l'ensemble des nations classées 14e à 22e à 1 place de quota chacune et presque toutes les nations classées 6e à 13e à 2 places. Les 3 places de quota suivantes sont attribuées lors des championnats africains, asiatiques et panaméricains de 2019. Les 2 dernières places sont réservées au pays hôte.
La qualification étant terminée le 22 octobre 2019, elle n'a pas été affectée par la pandémie de COVID-19.
| Équipes nationales (41)- Afrique du Sud - Allemagne - Australie - Autriche - Belgique - Biélorussie - Canada - Chili - Chine - Chypre - Colombie - Comité olympique russe - Corée du Sud - Costa Rica - Cuba - Danemark - Érythrée - Espagne - États-Unis - Éthiopie - France - Grande-Bretagne - Israël - Italie - Japon - Lituanie - Luxembourg - Mexique - Namibie - Norvège - Ouzbekistan - Paraguay - Pays-Bas - Pologne - Tchéquie - Slovénie - Suède - Suisse - Thaïlande - Trinité-et-Tobago - Ukraine |
| |

### Favoris
L'équipe féminine néerlandaise a dominé les deux derniers Jeux olympiques avec Marianne Vos remportant la médaille d'or en 2012 et Anna van der Breggen s'imposant en 2016. 
Une nouvelle fois, l'équipe nationale néerlandaise est considérée comme l'équipe à battre. Elle aligne quatre coureuses capables de s'imposer, à savoir Anna van der Breggen, Annemiek van Vleuten, Marianne Vos ou Demi Vollering.
Leurs principales rivales sont les Italiennes emmenées par Elisa Longo Borghini, Marta Bastianelli et Marta Cavalli. Les autres prétendantes à la victoire sont la Britannique Elizabeth Deignan, la Polonaise Katarzyna Niewiadoma, la Sud-Africaine Ashleigh Moolman, l'Australienne Grace Brown et la Danoise Cecilie Uttrup Ludwig,.

## Déroulement de la course
Dès le départ, Anna Kiesenhofer attaque. Elle est suivie par Carla Oberholzer, Vera Looser, Omer Shapira et Anna Plichta. Le peloton laisse filer et l'écart atteint onze minutes à cent kilomètres de l'arrivée. Looser et Oberholzer sont décrochées à ce point de la course. L'équipe des Pays-Bas étant favorite, les autres nations attendent d'elle de lancer la poursuite. Cette attitude des Pays-Bas sera par la suite fortement critiquée,. Seule la sélection allemande se décide à placer trois de ses quatre coureuses en tête pour réduire l'écart. À soixante-quatorze kilomètres de l'arrivée, Anna van der Breggen fait sa première apparition en tête de peloton. Emma Norsgaard Jørgensen chute en queue de peloton, Annemiek van Vleuten qui vient de revenir des voitures et en train d'échanger des bidons avec Marianne Vos quelques mètres plus loin ne voit pas la chute et tombe à son tour. Elle repart immédiatement, mais cela désorganise la poursuite. À soixante-et-un kilomètres de l'arrivée, dans la Doushi Road, Demi Vollering attaque. Cette offensive est suivie une autre d'Annemiek van Vleuten, une de Ruth Winder, une d'Anna van der Breggen puis une nouvelle de Winder. Ces accélérations successives réduisent la taille du peloton à une trentaine d'unités. Amanda Spratt, Grace Brown, Chloe Dygert et Liane Lippert sont notamment distancées. À cinquante-et-un kilomètres de l'arrivée, Annemiek van Vleuten sort et n'est pas suivie. Elle obtient rapidement une minute d'avance. L'échappée est néanmoins toujours cinq minutes devant elle. Elle apprend l'étendue de cet écart grâce à une discussion avec une moto de télévision. Son avance sur le peloton plafonne. Certaines coureuses distancées dans la montée reviennent. Dans Kagosaka Pass, soit à quarante-trois de kilomètres de l'arrivée, Anna Kiesenhofer part seule. À vingt-cinq kilomètres de l'arrivée, Annemiek van Vleuten est reprise par le peloton. La poursuite reste globalement désorganisée avec l'Allemagne et les États-Unis prenant la plupart des relais. Juliette Labous s'échappe seule. Elle se maintient devant le peloton durant plusieurs kilomètres. À quatre kilomètres et demi de l'arrivée, Anna Plichta et Omer Shapira qui étaient toujours en course pour les médailles, sont reprises. Certaines coureuses du peloton, comme Annemiek van Vleuten ou Elizabeth Deignan, croient à regroupement général. L'équipe des Pays-Bas se met à imprimer un rythme élevé. Dans le faux plat présent sur le circuit automobile, aux deux kilomètres, Annemiek van Vleuten place une violente accélération. Elle est prise en poursuite par Elisa Longo Borghini et Lotte Kopecky. Anna Kiesenhofer passe la ligne et s'impose avec une large avance. Derrière, Annemiek van Vleuten croit avoir gagné et lève les bras. Elisa Longo Borghini prend la médaille de bronze. Lotte Kopecky est quatrième, tandis que Marianne Vos gagne le sprint du peloton de justesse devant Lisa Brennauer.

## Résultat
| Rang | Coureuse                  | Pays              | Temps           |
| ---- | ------------------------- | ----------------- | --------------- |
| 1    | Anna Kiesenhofer          | Autriche          | 3 h 52 min 45 s |
| 2    | Annemiek van Vleuten      | Pays-Bas          | + 1 min 15 s    |
| 3    | Elisa Longo Borghini      | Italie            | + 1 min 29 s    |
| 4    | Lotte Kopecky             | Belgique          | + 1 min 39 s    |
| 5    | Marianne Vos              | Pays-Bas          | + 1 min 46 s    |
| 6    | Lisa Brennauer            | Allemagne         | + 1 min 46 s    |
| 7    | Coryn Rivera              | États-Unis        | + 1 min 46 s    |
| 8    | Marta Cavalli             | Italie            | + 1 min 46 s    |
| 9    | Olga Zabelinskaya         | Ouzbékistan       | + 1 min 46 s    |
| 10   | Cecilie Uttrup Ludwig     | Danemark          | + 1 min 46 s    |
| 11   | Lizzie Deignan            | Grande-Bretagne   | + 1 min 46 s    |
| 12   | Margarita Victoria García | Espagne           | + 1 min 46 s    |
| 13   | Ashleigh Moolman          | Afrique du Sud    | + 1 min 46 s    |
| 14   | Katarzyna Niewiadoma      | Pologne           | + 1 min 46 s    |
| 15   | Anna van der Breggen      | Pays-Bas          | + 1 min 46 s    |
| 16   | Karol-Ann Canuel          | Canada            | + 2 min 20 s    |
| 17   | Alena Amialiusik          | Biélorussie       | + 2 min 20 s    |
| 18   | Marta Lach                | Pologne           | + 2 min 28 s    |
| 19   | Eugenia Bujak             | Slovénie          | + 2 min 28 s    |
| 20   | Christine Majerus         | Luxembourg        | + 2 min 28 s    |
| 21   | Eri Yonamine              | Japon             | + 2 min 28 s    |
| 22   | Paula Patiño              | Colombie          | + 2 min 30 s    |
| 23   | Liane Lippert             | Allemagne         | + 2 min 32 s    |
| 24   | Omer Shapira              | Israël            | + 2 min 38 s    |
| 25   | Demi Vollering            | Pays-Bas          | + 2 min 56 s    |
| 26   | Tiffany Cromwell          | Australie         | + 2 min 56 s    |
| 27   | Anna Plichta              | Pologne           | + 3 min 13 s    |
| 28   | Ane Santesteban           | Espagne           | + 3 min 19 s    |
| 29   | Leah Thomas               | États-Unis        | + 3 min 22 s    |
| 30   | Juliette Labous           | France            | + 3 min 22 s    |
| 31   | Chloé Dygert              | États-Unis        | + 6 min 6 s     |
| 32   | Alison Jackson            | Canada            | + 7 min 2 s     |
| 33   | Tereza Neumanová          | Tchéquie          | + 7 min 2 s     |
| 34   | Arlenis Sierra            | Cuba              | + 7 min 2 s     |
| 35   | Rasa Leleivytė            | Lituanie          | + 7 min 2 s     |
| 36   | Leah Kirchmann            | Canada            | + 7 min 2 s     |
| 37   | Katrine Aalerud           | Norvège           | + 7 min 7 s     |
| 38   | Na Ah-reum                | Corée du Sud      | + 8 min 23 s    |
| 39   | Tamara Dronova            | ROC               | + 8 min 23 s    |
| 40   | Sarah Gigante             | Australie         | + 8 min 23 s    |
| 41   | Hannah Ludwig             | Allemagne         | + 8 min 23 s    |
| 42   | Julie Van de Velde        | Belgique          | + 8 min 23 s    |
| 43   | Hiromi Kaneko             | Japon             | + 8 min 23 s    |
| 44   | Marta Bastianelli         | Italie            | + 9 min 31 s    |
| 45   | Ruth Winder               | États-Unis        | + 9 min 31 s    |
| 46   | Marlen Reusser            | Suisse            | + 9 min 31 s    |
| 47   | Grace Brown               | Australie         | + 9 min 31 s    |
| 48   | Soraya Paladin            | Italie            | + 15 min 55 s   |
|      | Emma Norsgaard Jørgensen  | Danemark          | Abd             |
|      | Trixi Worrack             | Allemagne         | Abd             |
|      | Amanda Spratt             | Australie         | Abd             |
|      | Valerie Demey             | Belgique          | Abd             |
|      | Anna Shackley             | Grande-Bretagne   | Abd             |
|      | Carla Oberholzer          | Afrique du Sud    | Abd             |
|      | Stine Borgli              | Norvège           | Abd             |
|      | Valeriya Kononenko        | Ukraine           | Abd             |
|      | Jutatip Maneephan         | Thaïlande         | Abd             |
|      | Vera Looser               | Namibie           | Abd             |
|      | Agua Marina Espínola      | Paraguay          | Abd             |
|      | Lizbeth Salazar           | Mexique           | Abd             |
|      | Selam Amha                | Éthiopie          | Abd             |
|      | Mosana Debesay            | Érythrée          | Abd             |
|      | María José Vargas         | Costa Rica        | Abd             |
|      | Sun Jiajun                | Chine             | Abd             |
|      | Antri Christoforou        | Chypre            | Abd             |
|      | Catalina Soto             | Chili             | Abd             |
|      | Teniel Campbell           | Trinité-et-Tobago | Abd             |

## Réactions
Anna Kiesenhofer est choquée par sa propre victoire. Annemiek van Vleuten est tout d'abord très confuse en apprenant ne pas avoir gagné. Elle critique par la suite l'absence d'oreillettes qui aurait causée de la confusion dans le peloton. Elle reconnait que l'équipe des Pays-Bas a sous-estimé Kiesenhofer, elle-même ne la connaissait pas. Elisa Longo Borghini se montre satisfaite de sa médaille de bronze. Tout comme, Cecilie Uttrup Ludwig, elle ne comprend néanmoins pas l'attitude de l'équipe des Pays-Bas en début de course.

## Liste des participants
- Liste de départ complète